# Janisroda
Janisroda este o comună din landul Saxonia-Anhalt, Germania.